# Benno Landsberger
Benno Landsberger (Frýdek, 21 april 1890 - Chicago, 26 april 1968) was een van de belangrijkste assyriologen van zijn generatie. 

## Leven
Benno Landsberger werd geboren als zoon van Leopold Landsberger en Hedwig Hitschmann. Bij de volkstelling in Frýdek van 1890 (het jaar van zijn geboorte) is zijn naam vastgelegd als Bruno Landsberger. Hij studeerde vanaf 1908 Oriëntalistiek in Leipzig. Zijn leraren waren onder anderen August Fischer (Arabisch) en Heinrich Zimmern (Assyriologie). In 1913 behaalde hij zijn doctoraat in Leipzig. In 1914 ging hij in dienst in het Oostenrijkse leger. Hij diende aan het Oostfront, werd gewond in 1916 en kreeg het Gouden Kruis van Verdienste. Na de oorlog habiliteerde Landsberger zich in 1920 in Leipzig en werd hij in 1926 benoemd tot Außerordentliche Universitätsprofessor. In 1928 werd hij in Marburg benoemd als opvolger van Peter Jensen in een vaste aanstelling als hoogleraar, maar al in 1929 keerde hij terug naar Leipzig als de opvolger van Heinrich Zimmern. Behalve Landsberger werkte in Leipzig ook Friedrich-Wilhelm Weißbach. In die tijd studeerden daar aan het Oriëntalistische Instituut onder anderen Adam Falkenstein, Hans Gustav Güterbock, Fritz Rudolf Kraus en Wolfram von Soden.  
Ingevolge de Gesetz zur Wiederherstellung des Berufsbeamtentums van 1933 werd Landsberger als Jood niet direct ontslagen; hij viel in eerste instantie onder de uitzonderingsbepaling voor degenen die tijdens de Eerste Wereldoorlog aan het front hadden gediend. In 1935 kreeg hij echter alsnog ontslag. Hij kreeg een hoogleraarschap aangeboden aan de Universiteit van Ankara, waar, op instigatie van Mustafa Kemal Atatürk, een Faculteit der Letteren was opgericht. Landsberger werkte in Ankara mee aan de opbouw van de Faculteit voor talen, geschiedenis en aardrijkskunde (Dil ve Tarih-Cografya Fakültesi). Zijn studenten Güterbock en Kraus kwamen ook uit Leipzig in ballingschap naar Turkije.
In 1948 werd Landsberger benoemd tot hoogleraar aan het Oriental Institute van de Universiteit van Chicago, waar hij werkte tot 1955. In die periode werd hij Amerikaans staatsburger. Na zijn pensionering bleef hij actief op zijn vakgebied. Zo bleef hij tot zijn overlijden lid van de redactie van de Assyrian Dictionary. In 1959 werd hij corresponderend lid van de Saksische Academie van Wetenschappen en in 1963-1964 hervatte hij zijn lessen Sumerisch voor een jaar, toen er door het vertrek van Thorkild Jakobsen tijdelijk een vacature moest worden vervuld.
Landsberger vermaakte zijn persoonlijke bibliotheek aan het Archeologisch Instituut van de Hebreeuwse Universiteit van Jeruzalem.

## Werken
- Der kultische Kalender der Babylonier und Assyrer: I. Die altbabylonischen Lokalkalender, Leipzig 1914 (Dissertatie) (Leipziger semitistische Studien. Bd 6, H. 1. 1915)
- Assyrische Handelskolonien in Kleinasien aus dem dritten Jahrtausend, Leipzig 1925 (Der Alte Orient, Bd. 24. H. 4)
- Die Fauna des alten Mesopotamien nach der 14. Tafel der Serie Har-ra=Hubullu, Hirzel, Leipzig 1934 (Abhandlungen der Sächsischen Akademie der Wissenschaften zu Leipzig, Philologisch-Historische Klasse, Bd. 42, Nr. 6)
- De serie ana ittisu, Pontificum Institutum Biblicum, Rome 1937 (Materialien zum sumerischen Lexikon, Bd. 1)
- Sam'al. Karatepe herabelerinin keşfi ile ilgili araştirmalar; Birinci kisim, Türk tarih Kurum basimevi, Ankara 1948 (Türk tarih Kurumu Yayinlarindan, no 16 a)
- The date Palm and its by-products, 1967
- Nachruf auf Heinrich Zimmern. In: Zeitschrift für Assyriologie 40, 1932, S. 133-143
- Zur 100. Wiederkehr des Geburtstages von Heinrich Zimmern. In: Forschungen und Fortschritte. Nachrichtenblatt der deutschen Wissenschaft und Technik 36, 1962, S. 219-220[2]
- August Fischer zum 70. Geburtstag, Forschungen und Fortschritte 11, 1935, S. 62-63.
- The Assyrian Dictionary of the Oriental Institute of the University of Chicago (met anderen), Chicago 1956-